# Heliconia bihai
Espèce
Classification phylogénétique

Heliconia bihai est une espèce de plantes à fleur de la famille des Heliconiaceae, originaire d'Amérique du Sud.

## Synonymes
Selon World Checklist of Selected Plant Families (WCSP) (24 mars 2012) :
- Heliconia aurea G.Rodr. (1954)
- Heliconia distans Griggs (1903)
- Heliconia nigrescens Jacq. (1797)
- Heliconia purpurea Griggs (1903)
- Heliconia rutila Griggs (1903)
- Heliconia schaeferiana G.Rodr. (1954)
- Heliconia variegata Jacq. (1797)
- Musa bihai L. (1753)

## Utilisation
Cet heliconia et ses nombreuses variétés d'hybrides est cultivé à des fins ornementales.

## Galerie

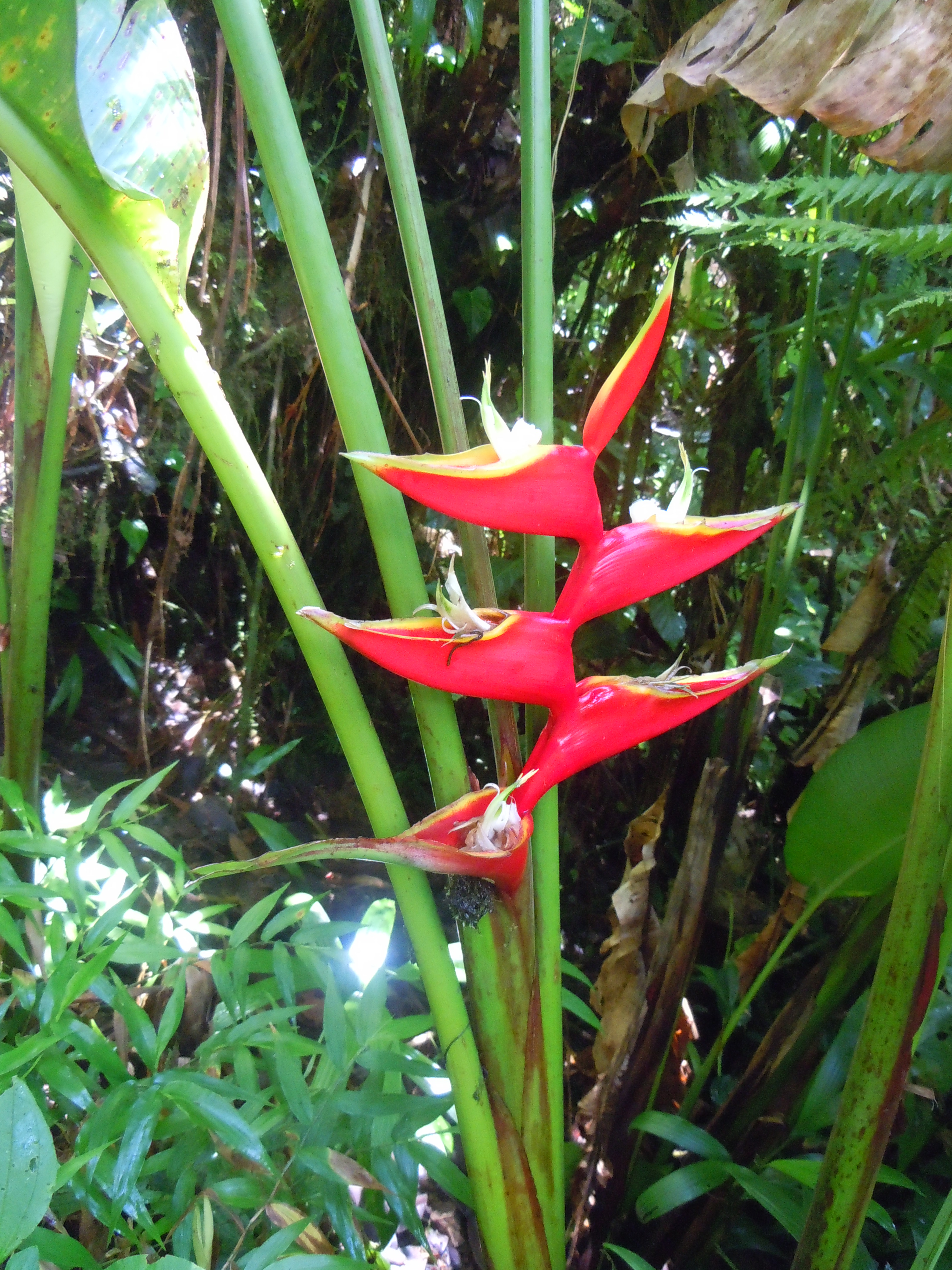
Forme sauvage en Guadeloupe
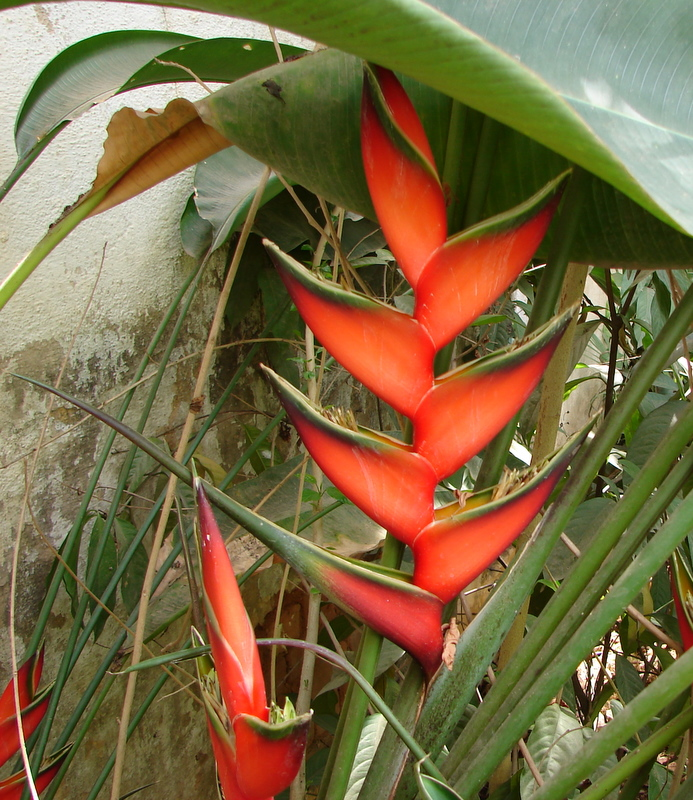
Cultivar en Pennsylvanie
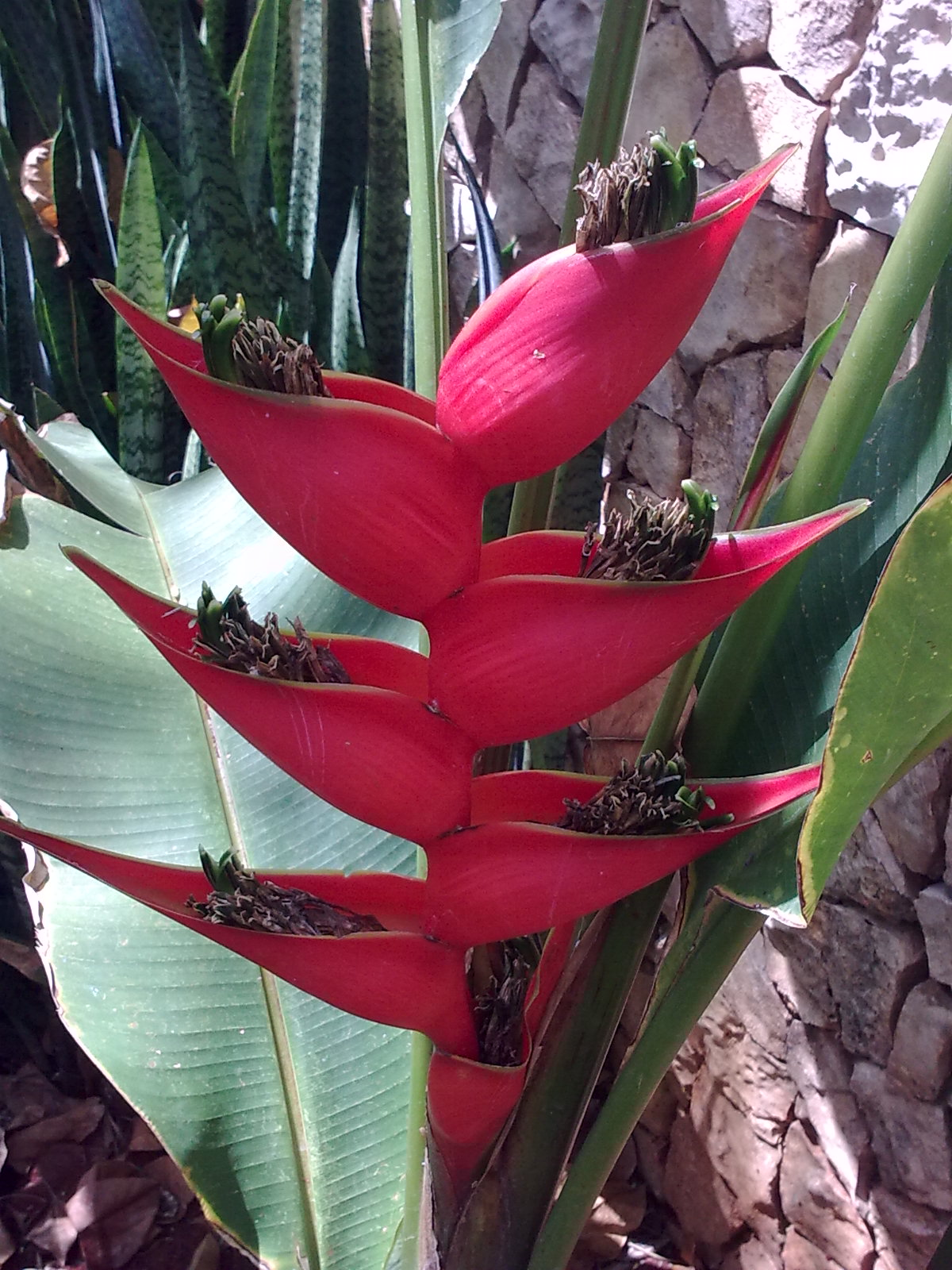
Cultivar au Mexique
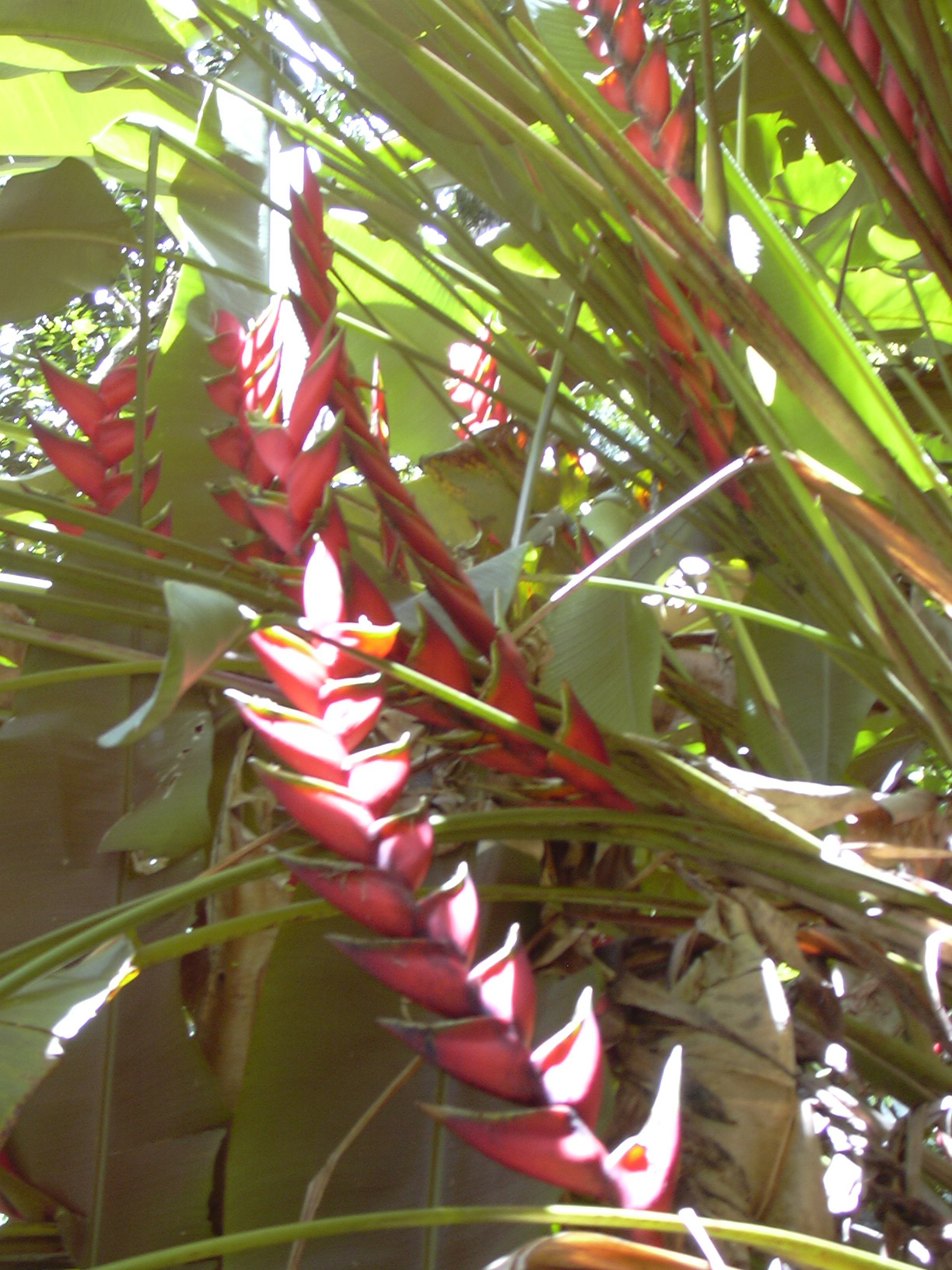
Cultivar à Hawaii